# 4711 Kathy
A 4711 Kathy (ideiglenes jelöléssel 1989 KD) a Naprendszer kisbolygóövében található aszteroida. Henry Holt fedezte fel 1989. május 31-én.